# Foramen intervertebrale

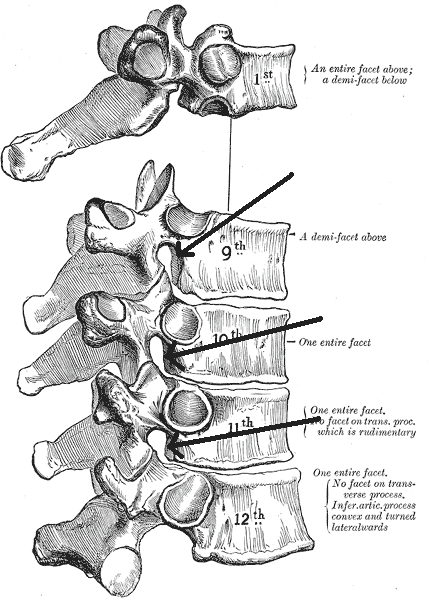
Foramina intervertebralia

Die Foramina intervertebralia (Singular Foramen intervertebrale, „Zwischenwirbelloch“) sind paarige Öffnungen des Wirbelkanals. Sie werden jeweils von zwei benachbarten Wirbeln gebildet.
Nach vorn werden sie durch die Zwischenwirbelscheibe und den Wirbelkörper begrenzt, nach hinten durch den oberen Gelenkfortsatz des unteren Wirbels. Nach oben werden sie durch den unteren Einschnitt am Wirbelbogen (Incisura vertebralis inferior) des oberen Wirbels begrenzt, nach unten durch den oberen Einschnitt am Wirbelbogen (Incisura vertebralis superior).
Sie stellen die seitwärts liegenden Austrittsstellen der sogenannten Spinalnerven dar, die jeweils zwischen zwei Wirbeln den Wirbelkanal verlassen.
Im Kreuzbein ist die Situation wegen der Verschmelzung der Wirbel etwas anders, der Austritt erfolgt nach vorn und nach hinten durch die Foramina sacralia. Neben den Nerven findet man Blutgefäße (Rami spinales der Arteria vertebralis, Aa. intercostales superiores und Aa. lumbales sowie deren Begleitvenen) vor, sowie Binde- und Fettgewebe. Spondylarthrotische Veränderungen (Osteophyten) können die Foramina einengen.